# ATV
ATV tudi quad je motorno vozilo, zasnovano za vožnjo po različnih terenih. Upravlja se ga s pomočjo krmila, ki je podobno kot na motociklu. Pnevmatike so napolnjene pod nizkim tlakom. Največkrat imajo štiri kolesa, lahko pa  
šest. Delovna prostornina motorja je do okrog 1000 ccm, največja hitrost je okrog 270 km/h. 
V nekaterih državah je dovoljena vožnja po javnih cestah, v drugih npr. v ZDA in Avstraliji pa ne.

## Proizvajalci ATV vozil
- Arctic Cat
- BRP (Can-Am)
- DRR USA (DRX)
- Honda
- Kawasaki
- KTM
- Kymco
- LandFighter
- Polaris
- Suzuki
- Yamaha